# Користувацький контент

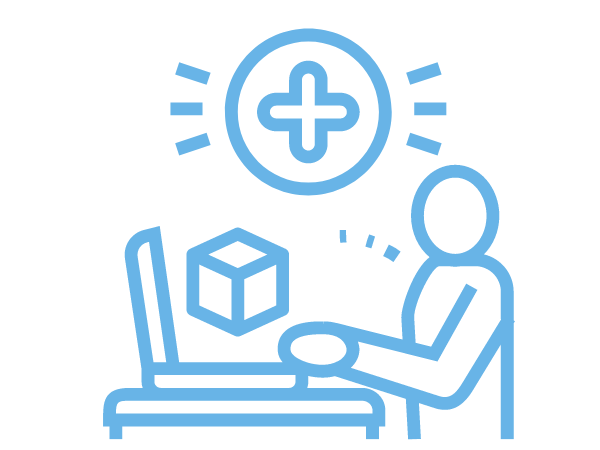
Принцип залученості користувача

Користувацький контент (англ. User-generated content, UGC) — це форма вмісту, створеного користувачами, яка активно взаємодіє та співпрацює в онлайн-середовищі. Це може включати текстові повідомлення, фотографії, відео, коментарі, відгуки та інші матеріали, що генеруються користувачами платформи або вебсайту.

## Історія UGC
На початку 2000-х років з'явилися перші платформи для обміну користувацьким контентом, такі як форуми та блоги. Користувачі почали активно ділитися своїми думками, враженнями та інформацією, створюючи новий вид віртуальної спільноти. З інтеграцією соціальних мереж у середині десятиліття користувацький контент отримав новий імпульс. Платформи, такі як Facebook, Twitter та Instagram, забезпечили зручність та простоту обміну фотографіями, відео та думками. Це призвело до експоненційного зростання обсягів UGC.

## Види користувацького контенту
Компанії можуть використовувати різні види UGC для досягнення своїх маркетингових цілей. Наприклад, вони можуть використовувати тексти відгуків для підвищення довіри до бренду, зображення для демонстрації продуктів або послуг, а відео для розповіді історій.
UGC може бути різних видів:
- Текстовий контент: відгуки, блоги, статті, рецензії тощо.
- Зображення: фотографії, відео, ілюстрації тощо.
- Аудіо: музика, подкасти, аудіокниги тощо.
- Відео: відеоролики, прямі ефіри тощо.
- Інші: меми, колажі тощо.

#### Персоналізація
Персоналізація не є простою капризною ідеєю; це стає неоціненним способом життя. Кампанія #ShareaCoke від Coca-Cola відмінно ілюструє цей підхід, перетворюючи звичайні банки напою на індивідуальний досвід для кожного споживача. Замість звичайних назв на бляшанках, з'явилося 250 американських імен. Реклама закликала споживачів знайти своє ім'я серед них та взяти додаткову пляшку — для друга. В результаті задоволена молодь витрачала час у черзі до автомата, який друкував на банках ім'я, і активно ділилася своїм персоналізованим досвідом у соціальних мережах. За результатами цієї кампанії, бренд отримав близько 25 мільйонів нових підписників на Facebook і досяг неймовірних обсягів продажів.

## Переваги UGC
- Збільшення довіри до бренду: споживачі більше довіряють контенту, який створюють інші споживачі, ніж контенту, створеному компанією. Це пов'язано з тим, що споживачі вважають, що UGC є більш правдивим і об'єктивним.
- Покращення SEO: UGC допомагає підвищити релевантність і видимість сайту в пошуковій видачі. Це пов'язано з тим, що UGC містить релевантні ключові слова та фрази, які використовують споживачі при пошуку інформації.
- Збільшення залученості аудиторії: UGC допомагає залучити нових користувачів і підтримувати інтерес існуючої аудиторії. Це пов'язано з тим, що UGC є цікавішим і захопливим, ніж традиційний контент, створений компанією.
- Зниження витрат на маркетинг: UGC дозволяє компаніям заощаджувати на витратах на створення і просування контенту. Це пов'язано з тим, що компанії не повинні платити за створення UGC.

Статистика про UGC:
- 63 % споживачів довіряють відгукам інших споживачів більше, ніж рекламі компанії.
- 82 % споживачів вважають, що UGC допомагає їм приймати рішення про покупки.
- 70 % споживачів готові поділитися своїми думками про продукт або послугу в Інтернеті.

Дослідження Dhar і Chang, опубліковане у 2007 році, виявило, що кількість блогів, розміщених на музичному альбомі, позитивно корелювала з майбутніми продажами цього альбому

## Недоліки UGC
- Негативний контент: UGC може містити негативний контент, такий як відгуки про продукт або послугу, які є неточними або образливими. Це може негативно вплинути на репутацію компанії.
- Контент, який не відповідає цілям компанії: UGC може не відповідати цілям компанії. Наприклад, компанія може хотіти просувати певний продукт або послугу, але UGC може зосереджуватися на інших продуктах або послугах.
- Відсутність контролю: Компанії не мають повного контролю над UGC. Вони не можуть гарантувати, що UGC буде позитивним, релевантним або відповідатиме їхнім цілям.

## Висновок
Необхідно враховувати потенційні виклики, пов'язані з UGC, такі як небажана інформація, порушення авторських прав чи вироблення стереотипів. Систематичний моніторинг та ефективна реакція на такі виклики можуть підтримувати сталий розвиток інтернет-середовища.
UGC стає необхідною складовою сучасного інтернету, впливаючи на культурний, соціальний та економічний аспекти суспільства. Зрозуміння та правильне використання цього явища може сприяти створенню відкритого та конструктивного інтернет-простору для всіх його учасників.